# Maartje Damen
Maartje Damen (6 de agosto de 1998) es una deportista neerlandesa que compite en remo. Ganó dos medallas de bronce en el Campeonato Europeo de Remo, en los años 2020 y 2024.

## Palmarés internacional
| Campeonato Europeo | Campeonato Europeo | Campeonato Europeo | Campeonato Europeo |
| Año                | Lugar              | Medalla            | Prueba             |
| ------------------ | ------------------ | ------------------ | ------------------ |
| 2020               | Poznań (Polonia)   | Medalla de bronce  | Ocho con timonel   |
| 2024               | Szeged (Hungría)   | Medalla de bronce  | Cuatro sin timonel |